# SV Seebach
Der SV Seebach ist ein Schweizer Fussballclub aus Seebach im Kanton Zürich. Der Verein spielt aktuell in der 4. Liga, der siebthöchsten Spielklasse des Schweizerischen Fussballverbandes.

## Geschichte
Nach drei Anläufen wurde der Sportverein Seebach (SVS) am 11. April 1916 gegründet. Der 1886 gegründete Verein Young Boys Seebach hielt sich nur bis 1890 und der 1913 gegründete FC Seebach ging 1916 Konkurs.
1932 stieg der SV Sebach in die 1. Liga auf, damals die zweithöchste Liga der Schweiz. Durch die Einführung des Vertragsfussballs wurde der Druck auf die kleinen Vereine immer grösser und so stieg der SV Seebach 1936 in die 2. Liga ab. In den folgenden Jahren spielte der SVS mit wechselnden Erfolgen in den Amateurligen.
1970 gründete der SV Seebach eine Frauenmannschaft. Die Frauen bekamen bald mehr Beachtung, da sie an der Spitze der höchsten Liga mitspielten. Sie gewannen zwölf Meistertitel und sieben Cupsiege. Der SV Seebach musste sich von ihnen trennen, weil die Strukturen nicht mehr gerecht werden konnte. Die Frauen gründeten den FFC Zürich-Seebach, welcher dann als FC Zürich zum Stadtklub wechselte.
Ein Defizit führte den SVS 1999 in die Krise. Einige FCZ-Spieler und die Damen-Mannschaft halfen jedoch aus. Der Verein wurde darauf neu aufgestellt mit dem Ziel, Junioren zu fördern.